# Équipe du Brésil des moins de 15 ans de football

Vinicius 
Maillots
de joueurs de moins de 15 ans au début des deux années de compétition placée sous la responsabilité de la Confédération brésilienne de football.

## Parcours en compétition internationale

### Championnat de la CONMEBOL des moins de 15 ans
| Championnat de la CONMEBOL des moins de 15 ans | Championnat de la CONMEBOL des moins de 15 ans | Championnat de la CONMEBOL des moins de 15 ans | Championnat de la CONMEBOL des moins de 15 ans | Championnat de la CONMEBOL des moins de 15 ans | Championnat de la CONMEBOL des moins de 15 ans | Championnat de la CONMEBOL des moins de 15 ans | Championnat de la CONMEBOL des moins de 15 ans |
| Année                                          | Tour                                           | J                                              | G                                              | N                                              | P                                              | Bp                                             | Bc                                             |
| ---------------------------------------------- | ---------------------------------------------- | ---------------------------------------------- | ---------------------------------------------- | ---------------------------------------------- | ---------------------------------------------- | ---------------------------------------------- | ---------------------------------------------- |
| 2004                                           | Quart de finale                                | 4                                              | 2                                              | 1                                              | 1                                              | 11                                             | 4                                              |
| 2005                                           | Champion                                       | 6                                              | 6                                              | 0                                              | 0                                              | 22                                             | 6                                              |
| 2007                                           | Champion                                       | 7                                              | 5                                              | 0                                              | 2                                              | 16                                             | 8                                              |
| 2009                                           | Deuxième                                       | 7                                              | 4                                              | 3                                              | 0                                              | 23                                             | 8                                              |
| 2011                                           | Champion                                       | 7                                              | 6                                              | 1                                              | 0                                              | 25                                             | 6                                              |
| 2013                                           | Premier tour                                   | 4                                              | 1                                              | 2                                              | 1                                              | 4                                              | 2                                              |
| 2015                                           | Champion                                       | 6                                              | 5                                              | 1                                              | 0                                              | 21                                             | 4                                              |
| 2017                                           | Deuxième                                       | 7                                              | 6                                              | 0                                              | 1                                              | 21                                             | 5                                              |
| 2019                                           | Champion                                       | 7                                              | 4                                              | 2                                              | 1                                              | 16                                             | 5                                              |
| Total                                          | 5/9                                            | 53                                             | 39                                             | 10                                             | 6                                              | 159                                            | 48                                             |

### Jeux olympiques de la jeunesse
| Football aux Jeux olympiques de la jeunesse d'été | Football aux Jeux olympiques de la jeunesse d'été | Football aux Jeux olympiques de la jeunesse d'été | Football aux Jeux olympiques de la jeunesse d'été | Football aux Jeux olympiques de la jeunesse d'été | Football aux Jeux olympiques de la jeunesse d'été | Football aux Jeux olympiques de la jeunesse d'été | Football aux Jeux olympiques de la jeunesse d'été |
| Année                                             | Tour                                              | J                                                 | G                                                 | N                                                 | P                                                 | Bp                                                | Bc                                                |
| ------------------------------------------------- | ------------------------------------------------- | ------------------------------------------------- | ------------------------------------------------- | ------------------------------------------------- | ------------------------------------------------- | ------------------------------------------------- | ------------------------------------------------- |
| 2010                                              | Non invité                                        | -                                                 | -                                                 | -                                                 | -                                                 | -                                                 | -                                                 |
| 2014                                              | Non qualifiée                                     | -                                                 | -                                                 | -                                                 | -                                                 | -                                                 | -                                                 |
| 2018                                              | À venir                                           | -                                                 | -                                                 | -                                                 | -                                                 | -                                                 | -                                                 |
| Total                                             | 0/2                                               | -                                                 | -                                                 | -                                                 | -                                                 | -                                                 | -                                                 |

## Palmarès
- Championnat de la CONMEBOL des moins de 15 ans (5) :
  - Champion en 2005, 2007, 2011, 2015 et 2019.

## Personnalités de l'équipe

### Anciens joueurs
- Alex Teixeira
- Aderson
- Gabriel Barbosa
- Renato Augusto
- Sidnei
- Vinícius Júnior
- Paulinho